# Problepsis evanida
Problepsis evanida är en fjärilsart som beskrevs av Louis Beethoven Prout 1932. Problepsis evanida ingår i släktet Problepsis och familjen mätare. Inga underarter finns listade i Catalogue of Life.